# World’s Greatest Dad
World's Greatest Dad ist eine US-amerikanische satirische und schwarze Tragikomödie aus dem Jahr 2009, geschrieben und inszeniert von Bobcat Goldthwait. Die Hauptrollen sind mit Robin Williams, Daryl Sabara und Alexie Gilmore besetzt. Der Film wurde am 24. Juli 2009 auf Video-on-Demand-Anbietern veröffentlicht, bevor er am 21. August 2009 in die amerikanischen und am 2. Dezember 2010 in die deutschen Kinos kam.

## Handlung
Lance Clayton ist ein alleinerziehender Vater und Highschool-Englischlehrer, der davon träumt, ein berühmter Schriftsteller zu werden, aber seine bisherigen Romane wurden alle von den Verlagen abgelehnt. Sein 15-jähriger Sohn Kyle ist ein sexbesessener, leistungsschwacher Misanthrop, der die Schule besucht, an der Lance eine unbeliebte Poesieklasse unterrichtet.
Kyles schlechte schulische Leistungen und sein respektloses Verhalten erregen die Aufmerksamkeit des Schulleiters, der Lance rät, Kyle auf eine Sonderschule zu schicken. Eines Nachts findet Lance heraus, dass Kyle bei einem autoerotischen Erstickungsunfall in seinem Schlafzimmer gestorben ist. Um die Würde seines Sohnes zu retten, inszeniert Lance den Tod von Kyle als Selbstmord. Er hängt Kyle in einem Schrank auf und legt einen gefälschten Abschiedsbrief an seine Leiche.
Ein Mitschüler erhält später den Abschiedsbrief aus dem Polizeibericht und veröffentlicht ihn in der Schülerzeitung. Viele Schüler behaupten plötzlich, mit Kyle befreundet gewesen zu sein, und sind gerührt, wie tiefgründig und intelligent er sich in seinen Texten zeigt. Lance genießt die Aufmerksamkeit, die seine Schriften endlich erhalten, und beschließt, ein gefälschtes Tagebuch zu schreiben und zu veröffentlichen, das angeblich von seinem Sohn vor dessen Tod verfasst wurde.
Kyle wird zu einer Art postmortalem Kultphänomen an der Schule, und Lance erhält bald die Bewunderung, die er sich immer gewünscht hat. Für seine Freundin Claire, eine Lehrerkollegin, die sich zuvor für ihren jüngeren Kollegen Mike interessiert hatte, wird er viel interessanter. Andrew, Kyles einziger Freund, findet Kyles Abschiedsbrief und Tagebucheinträge sehr untypisch für Kyles Persönlichkeit, als er noch lebte, aber Lance weist Andrew ab, als dieser ihn zur Rede stellt.
Das Tagebuch erregt bald die Aufmerksamkeit von Buchverlegern und Lance erhält einen Fernsehauftritt in einer landesweit ausgestrahlten Talkshow. Der Schuldirektor beschließt daraufhin, die Schulbibliothek zu Kyles Ehren umzubenennen. Bei der Einweihung der Bibliothek fühlt Lance Schuldgefühle, weil er den Tod seines Sohnes zu seinem eigenen Vorteil ausgenutzt hat, und empfindet Hass gegenüber denjenigen, die ihre Zuneigung zu Kyle vorgeben. Während er eine Rede hält, beschließt Lance, dass er die Scharade nicht länger fortsetzen kann und gesteht allen, dass Kyles Tod ein Unfall war und dass er den Abschiedsbrief und das Tagebuch geschrieben hat. Wie vorauszusehen war, wird Lance von den Studenten und der Fakultät, einschließlich Claire, angeprangert, und gleichzeitig wird ihm klar, dass es besser ist, allein zu sein, als mit Menschen zusammen zu sein, die ihm das Gefühl geben, ganz allein zu sein.
Obwohl er nun von allen verachtet wird, fühlt sich Lance wie neugeboren und springt nackt in das Schwimmbad der Schule. Draußen erzählt Andrew Lance, dass er die ganze Zeit die Wahrheit kannte, dass ihm sein Schreiben aber trotzdem gefallen hat und ermutigt ihn, weiter zu schreiben. Die beiden sehen sich in Lances Haus mit seiner Nachbarin Bonnie einen Zombiefilm an.

## Produktion
Der Film wurde in Seattle, Washington, gedreht, hauptsächlich in der ehemaligen F.A. McDonald School in Wallingford.
Der aus Seattle stammende ehemalige Nirvana-Bassist Krist Novoselic hat einen wortlosen Cameo-Auftritt, während er Robin Williams’ Figur an einem Zeitungsstand tröstet. Bruce Hornsby tritt als er selbst bei der Einweihung der Bibliothek auf.

## Kritik
World’s Greatest Dad wurde trotz seines schlechten Abschneidens an den Kinokassen gelobt. Auf Rotten Tomatoes hat der Film 88 % Zustimmung, basierend auf 118 Kritiken, mit einer durchschnittlichen Bewertung von 6.93/10, mit dem Konsens der Kritiker: „World’s Greatest Dad sei eine riskante, düstere Komödie, die effektiv die Natur des posthumen Starkults erforsche.“ Auf Metacritic hat der Film eine Bewertung von 69 von 100 Punkten, basierend auf 24 Kritiken, was auf „allgemein positive Kritiken“ hinweise.
Roger Ebert von der Chicago Sun-Times bewertete World’s Greatest Dad mit drei von vier Sternen, merkte aber an, dass das Material in seiner Satire noch düsterer hätte sein können, und stellte in Frage, ob dies die Absicht des Regisseurs war.
Christian Klosz von Film plus Kritik resümierte, dass World’s Greatest Dad für einen kleinen Independent-Film mit gut 1,5 Stunden Laufzeit einen überraschend detailreichen und komplexen Mikrokosmos entwerfe, in den man auch als Zuschauer (gerne) versinke. Der Film bleibe stets interessant und wendungsreich, witzig, könne aber auch mit ruhigen, berührenden und zutiefst traurigen Szenen aufwarten: „Quasi das Paradebeispiel einer schwarzhumorigen Tragikomödie, die sich ihr ,Schattendasein’ im OEuvre des Robin Williams nicht verdient hat“.